# Kampioensschild
Het kampioensschild is sinds het seizoen 2018/19 van de eerste divisie een reeks persoonlijke Nederlandse voetbalprijzen. Het is de opvolger van de gouden stier; dit gebeurde doordat de eerste divisie van sponsor veranderde. Eerst was Jupiler de hoofdsponsor; de nieuwe hoofdsponsor werd Keuken Kampioen. De schilden worden per periode vergeven ('bronzen kampioensschild') en per jaar ('gouden kampioensschild'). Net zoals haar voorganger zijn  er prijzen voor periodewinnaar, topscorer, beste trainer, beste talent en beste speler. Daarnaast is de extra categorie beste keeper toegevoegd. De winnaars voor de individuele prijzen beste speler en beste keeper worden gezamenlijk bepaald door de aanvoerders en trainers van de ploegen uitkomend in de Keuken Kampioen Divisie én stemmen van het publiek. De winnaars van de overige categorieën worden uitsluitend bepaald door de aanvoerders en trainers in de Keuken Kampioen Divisie. Er is ook een prijs voor teams die promotie afdwingen. Dit is het zogeheten 'zilveren kampioensschild'.

## Gouden Kampioensschild
| Seizoen | Kampioen                            | Winnaar Keuken Kampioen Play-Offs   | Topscorer                           | Club                                | Goals                               | Beste Speler                        | Club                                | Beste Talent                        | Club                                | Beste Keeper                        | Club                                | Beste Trainer                       | Club                                |
| ------- | ----------------------------------- | ----------------------------------- | ----------------------------------- | ----------------------------------- | ----------------------------------- | ----------------------------------- | ----------------------------------- | ----------------------------------- | ----------------------------------- | ----------------------------------- | ----------------------------------- | ----------------------------------- | ----------------------------------- |
| 2018/19 | FC Twente                           | RKC Waalwijk & Sparta Rotterdam     | Ferdy Druijf                        | N.E.C./Jong AZ                      | 29                                  | Aitor Cantalapiedra                 | FC Twente                           | Ferdy Druijf                        | N.E.C./Jong AZ                      | Joël Drommel                        | FC Twente                           | Marino Pusic                        | FC Twente                           |
| 2019/20 | niet uitgereikt i.v.m. coronacrisis | niet uitgereikt i.v.m. coronacrisis | niet uitgereikt i.v.m. coronacrisis | niet uitgereikt i.v.m. coronacrisis | niet uitgereikt i.v.m. coronacrisis | niet uitgereikt i.v.m. coronacrisis | niet uitgereikt i.v.m. coronacrisis | niet uitgereikt i.v.m. coronacrisis | niet uitgereikt i.v.m. coronacrisis | niet uitgereikt i.v.m. coronacrisis | niet uitgereikt i.v.m. coronacrisis | niet uitgereikt i.v.m. coronacrisis | niet uitgereikt i.v.m. coronacrisis |
| 2020/21 | SC Cambuur                          | N.E.C.                              | Robert Mühren                       | SC Cambuur                          | 38                                  | Robert Mühren                       | SC Cambuur                          | Micky van de Ven                    | FC Volendam                         | Jay Gorter                          | Go Ahead Eagles                     | Henk de Jong                        | SC Cambuur                          |
| 2021/22 | FC Emmen                            | Excelsior                           | Thijs Dallinga                      | Excelsior                           | 32                                  | Robert Mühren                       | FC Volendam                         | Johan Bakayoko                      | Jong PSV                            | Nick Olij                           | NAC Breda                           | Dick Lukkien                        | FC Emmen                            |
| 2022/23 | Heracles Almelo                     | Almere City FC                      | Lennart Thy                         | PEC Zwolle                          | 23                                  | Thomas van den Belt                 | PEC Zwolle                          | Ruben van Bommel                    | MVV Maastricht                      | Michael Brouwer                     | Heracles Almelo                     | Dick Schreuder                      | PEC Zwolle                          |
| 2023/24 | Willem II                           | NAC Breda                           | Henk Veerman                        | ADO Den Haag                        | 23                                  | Walid Ould-Chikh                    | Roda JC                             | Shiloh 't Zand                      | FC Dordrecht                        | Joshua Smits                        | Willem II                           | Bas Sibum                           | Roda JC                             |
| 2024/25 | FC Volendam                         | Telstar                             | Henk Veerman                        | FC Volendam                         | 26                                  | Lance Duijvestijn                   | Excelsior                           | Jaden Slory                         | FC Dordrecht                        | Calvin Raatsie                      | Excelsior                           | Rick Kruys                          | FC Volendam                         |

## Zilveren Kampioensschild
Het zilveren kampioensschild wordt uitgereikt aan het team dat promotie naar de Eredivisie afdwingt.
| Seizoen | Kampioen                              | nr. 2 (directe promotie)              |
| ------- | ------------------------------------- | ------------------------------------- |
| 2018/19 | n.v.t.                                | n.v.t.                                |
| 2019/20 | Geen promotie door stoppen competitie | Geen promotie door stoppen competitie |
| 2020/21 | SC Cambuur                            | Go Ahead Eagles                       |
| 2021/22 | FC Emmen                              | FC Volendam                           |
| 2022/23 | Heracles Almelo                       | PEC Zwolle                            |
| 2023/24 | Willem II                             | FC Groningen                          |
| 2024/25 | FC Volendam                           | Excelsior                             |

1. ↑  In het seizoen 2018/19 werd het Zilveren Kampioensschild nog niet uitgereikt en promoveerde de nummer 2 nog niet direct.

## Bronzen Kampioensschild
| Seizoen | Per | Periodetitel                        | Topscorer                           | Club                                | Beste Speler                        | Club                                | Beste Talent                        | Club                                | Beste Keeper                        | Club                                | Beste Trainer                       | Club                                |
| ------- | --- | ----------------------------------- | ----------------------------------- | ----------------------------------- | ----------------------------------- | ----------------------------------- | ----------------------------------- | ----------------------------------- | ----------------------------------- | ----------------------------------- | ----------------------------------- | ----------------------------------- |
| 2018/19 | 1   | Sparta                              | Ferdy Druijf                        | Jong AZ                             | Istvan Bakx                         | Go Ahead Eagles                     | Ferdy Druijf                        | Jong AZ                             | Hobie Verhulst                      | Go Ahead Eagles                     | John Stegeman                       | Go Ahead Eagles                     |
| 2018/19 | 2   | FC Den Bosch                        | Lars Veldwijk                       | Sparta                              | Lars Veldwijk                       | Sparta                              | Cody Gakpo                          | Jong PSV                            | Wouter van der Steen                | FC Den Bosch                        | Wil Boessen                         | FC Den Bosch                        |
| 2018/19 | 3   | FC Twente                           | Ferdy Druijf                        | N.E.C.                              | Aitor Cantalapiedra                 | FC Twente                           | Halil Dervişoğlu                    | Sparta                              | Joël Drommel                        | FC Twente                           | Marino Pusic                        | FC Twente                           |
| 2018/19 | 4   | Almere City                         | Lars Veldwijk                       | Sparta                              | Terell Ondaan                       | Telstar                             | Kenzo Goudmijn                      | Jong AZ                             | Xavier Mous                         | SC Cambuur                          | Ole Tobiasen                        | Almere City                         |
|         |     |                                     |                                     |                                     |                                     |                                     |                                     |                                     |                                     |                                     |                                     |                                     |
| 2019/20 | 1   | NAC Breda                           | Robert Mühren                       | SC Cambuur                          | Branco van den Boomen               | De Graafschap                       | Ryan Gravenberch                    | Jong Ajax                           | Nick Olij                           | NAC Breda                           | René Hake                           | Jong FC Utrecht                     |
| 2019/20 | 2   | FC Volendam                         | Reda Kharchouch                     | Telstar                             | Robert Mühren                       | SC Cambuur                          | Jurgen Ekkelenkamp                  | Jong Ajax                           | Sonny Stevens                       | SC Cambuur                          | Wim Jonk                            | FC Volendam                         |
| 2019/20 | 3   | De Graafschap                       | Robert Mühren                       | SC Cambuur                          | Anthony van den Hurk                | MVV Maastricht                      | Francesco Antonucci                 | FC Volendam                         | Hidde Jurjus                        | De Graafschap                       | Henk de Jong                        | SC Cambuur                          |
| 2019/20 | 4   | niet uitgereikt i.v.m. coronacrisis | niet uitgereikt i.v.m. coronacrisis | niet uitgereikt i.v.m. coronacrisis | niet uitgereikt i.v.m. coronacrisis | niet uitgereikt i.v.m. coronacrisis | niet uitgereikt i.v.m. coronacrisis | niet uitgereikt i.v.m. coronacrisis | niet uitgereikt i.v.m. coronacrisis | niet uitgereikt i.v.m. coronacrisis | niet uitgereikt i.v.m. coronacrisis | niet uitgereikt i.v.m. coronacrisis |
|         |     |                                     |                                     |                                     |                                     |                                     |                                     |                                     |                                     |                                     |                                     |                                     |
| 2020/21 | 1   | SC Cambuur                          | Elías Már Ómarsson                  | Excelsior                           | Robert Mühren                       | SC Cambuur                          | Mohamed Taabouni                    | Jong AZ                             | Nick Olij                           | NAC Breda                           | Ole Tobiasen                        | Almere City                         |
| 2020/21 | 2   | SC Cambuur                          | Robert Mühren                       | SC Cambuur                          | Thomas Verheydt                     | Almere City                         | Micky van de Ven                    | FC Volendam                         | Jay Gorter                          | Go Ahead Eagles                     | Henk de Jong                        | SC Cambuur                          |
| 2020/21 | 3   | De Graafschap                       | Robert Mühren                       | SC Cambuur                          | Sam Beukema                         | Go Ahead Eagles                     | Benjamin Bouchouari                 | Roda JC Kerkrade                    | Sonny Stevens                       | SC Cambuur                          | Kees van Wonderen                   | Go Ahead Eagles                     |
| 2020/21 | 4   | SC Cambuur                          | Robert Mühren                       | SC Cambuur                          | Jizz Hornkamp                       | FC Den Bosch                        | Ringo Meerveld                      | FC Den Bosch                        | Stijn van Gassel                    | Helmond Sport                       | Wil Boessen                         | Helmond Sport                       |
|         |     |                                     |                                     |                                     |                                     |                                     |                                     |                                     |                                     |                                     |                                     |                                     |
| 2021/22 | 1   | ADO Den Haag                        | Thijs Dallinga                      | Excelsior                           | Thijs Dallinga                      | Excelsior                           | Max de Waal                         | Jong Ajax                           | Stijn van Gassel                    | Excelsior                           | Maarten Martens                     | Jong AZ                             |
| 2021/22 | 2   | Excelsior                           | Thijs Dallinga                      | Excelsior                           | Robert Mühren                       | FC Volendam                         | Sem Steijn                          | ADO Den Haag                        | Nick Olij                           | NAC Breda                           | John Heitinga                       | Jong Ajax                           |
| 2021/22 | 3   | FC Emmen                            | Kay Tejan                           | TOP Oss                             | Joey Sleegers                       | FC Eindhoven                        | Johan Bakayoko                      | Jong PSV                            | Michael Brouwer                     | FC Emmen                            | Rob Penders                         | FC Eindhoven                        |
| 2021/22 | 4   | FC Emmen                            | Thomas Verheydt                     | ADO Den Haag                        | Rui Mendes                          | FC Emmen                            | Benjamin Bouchouari                 | Roda JC Kerkrade                    | Nigel Bertrams                      | FC Eindhoven                        | Dick Lukkien                        | FC Emmen                            |
|         |     |                                     |                                     |                                     |                                     |                                     |                                     |                                     |                                     |                                     |                                     |                                     |
| 2022/23 | 1   | Heracles Almelo                     | Dylan Vente                         | Roda JC Kerkrade                    | Emil Hansson                        | Heracles Almelo                     | Soulyman Allouch                    | Jong AZ                             | Michael Brouwer                     | Heracles Almelo                     | Rob Penders                         | FC Eindhoven                        |
| 2022/23 | 2   | PEC Zwolle                          | Emil Hansson                        | Heracles Almelo                     | Thomas van den Belt                 | PEC Zwolle                          | Kian Fitz-Jim                       | Jong Ajax                           | Jasper Schendelaar                  | PEC Zwolle                          | Maurice Verberne                    | MVV Maastricht                      |
| 2022/23 | 3   | Almere City FC                      | Apostolos Vellios                   | PEC Zwolle                          | Apostolos Vellios                   | PEC Zwolle                          | Younes Taha                         | PEC Zwolle                          | Nordin Bakker                       | Almere City                         | Dick Advocaat                       | ADO Den Haag                        |
| 2022/23 | 4   | Heracles Almelo                     | Lennart Thy                         | PEC Zwolle                          | Elías Már Ómarsson                  | NAC Breda                           | Ruben van Bommel                    | MVV Maastricht                      | Romain Matthys                      | MVV Maastricht                      | Dick Schreuder                      | PEC Zwolle                          |
|         |     |                                     |                                     |                                     |                                     |                                     |                                     |                                     |                                     |                                     |                                     |                                     |
| 2023/24 | 1   | Roda JC                             | Milan Smit                          | SC Cambuur                          | Walid Ould-Chikh                    | Roda JC                             | Başar Önal                          | De Graafschap                       | Koen Bucker                         | Roda JC                             | Bas Sibum                           | Roda JC                             |
| 2023/24 | 2   | Willem II                           | Martijn Kaars                       | Helmond Sport                       | Martijn Kaars                       | Helmond Sport                       | Ringo Meerveld                      | Willem II                           | Joshua Smits                        | Willem II                           | Peter Maes                          | Willem II                           |
| 2023/24 | 3   | FC Groningen                        | Romano Postema                      | FC Groningen                        | Henk Veerman                        | ADO Den Haag                        | Shiloh 't Zand                      | FC Dordrecht                        | Hidde Jurjus                        | FC Groningen                        | Dick Lukkien                        | FC Groningen                        |
| 2023/24 | 4   | FC Groningen                        | Mohamed Nassoh                      | Jong PSV                            | Romano Postema                      | FC Groningen                        | Levi Smans                          | VVV-Venlo                           | Luca Plogmann                       | FC Dordrecht                        | Michele Santoni                     | FC Dordrecht                        |
|         |     |                                     |                                     |                                     |                                     |                                     |                                     |                                     |                                     |                                     |                                     |                                     |
| 2024/25 | 1   | FC Den Bosch                        | Richie Omorowa                      | Excelsior                           | Richie Omorowa                      | Excelsior                           | Miliano Jonathans                   | Vitesse                             | Wouter van der Steen                | Excelsior                           | David Nascimento                    | FC Den Bosch                        |
| 2024/25 | 2   | FC Volendam                         | Zakaria Eddahchouri                 | Telstar                             | Robert Mühren                       | FC Volendam                         | Benjamin Pauwels                    | SC Cambuur                          | Thijs Jansen                        | SC Cambuur                          | Rick Kruys                          | FC Volendam                         |
| 2024/25 | 3   | ADO Den Haag                        | Remco Balk                          | SC Cambuur                          | Jari Vlak                           | ADO Den Haag                        | Rayane Bounida                      | Jong Ajax                           | Celton Biai                         | FC Dordrecht                        | Darije Kalezić                      | ADO Den Haag                        |
| 2024/25 | 4   | Excelsior                           | Henk Veerman                        | FC Volendam                         | Lance Duijvestijn                   | Excelsior                           | Jaden Slory                         | FC Dordrecht                        | Calvin Raatsie                      | Excelsior                           | Ruben den Uil                       | Excelsior                           |

## Meervoudige winnaars bronzen kampioensschild
| Positie | Aantal | Club            | Jaar (periode)           |
| ------- | ------ | --------------- | ------------------------ |
| 1.      | 3x     | SC Cambuur      | 2020/21 (1&2&4)          |
| 2.      | 2x     | De Graafschap   | 2019/20 (3), 2020/21 (3) |
| 2.      | 2x     | FC Emmen        | 2021/22 (3&4)            |
| 2.      | 2x     | Almere City     | 2018/19 (4), 2022/23 (3) |
| 2.      | 2x     | Heracles Almelo | 2022/23 (1&4)            |
| 2.      | 2x     | FC Groningen    | 2023/24 (3&4)            |
| 2.      | 2x     | FC Den Bosch    | 2018/19 (1), 2024/25 (1) |
| 2.      | 2x     | FC Volendam     | 2019/20 (2), 2024/25 (2) |
| 2.      | 2x     | ADO Den Haag    | 2021/22 (1), 2024/25 (3) |
| 2.      | 2x     | Excelsior       | 2021/22 (2), 2024/25 (4) |

| Positie | Aantal | Naam           | Jaar (periode)                 | Club (aantal)           |
| ------- | ------ | -------------- | ------------------------------ | ----------------------- |
| 1.      | 5x     | Robert Mühren  | 2019/20 (1&3), 2020/21 (2&3&4) | SC Cambuur (5)          |
| 2.      | 2x     | Ferdy Druijf   | 2018/19 (1&3)                  | Jong AZ (1), N.E.C. (1) |
| 2.      | 2x     | Lars Veldwijk  | 2018/19 (2&4)                  | Sparta (2)              |
| 2.      | 2x     | Thijs Dallinga | 2021/22 (1&2)                  | Excelsior (2)           |

| Positie | Aantal | Naam          | Jaar (periode)                                     | Club (aantal)                   |
| ------- | ------ | ------------- | -------------------------------------------------- | ------------------------------- |
| 1.      | 4x     | Robert Mühren | 2019/20 (2), 2020/21 (1), 2021/22 (2), 2024/25 (2) | SC Cambuur (2), FC Volendam (2) |

| Positie | Aantal | Naam                | Jaar (periode)           | Club (aantal)                   |
| ------- | ------ | ------------------- | ------------------------ | ------------------------------- |
| 1.      | 2x     | Benjamin Bouchouari | 2020/21 (3), 2021/22 (4) | Roda JC (2)                     |
| 1.      | 2x     | Ringo Meerveld      | 2020/21 (4), 2023/24 (2) | FC Den Bosch (1), Willem II (1) |

| Positie | Aantal | Naam                 | Jaar (periode)                        | Club (aantal)                       |
| ------- | ------ | -------------------- | ------------------------------------- | ----------------------------------- |
| 1.      | 3x     | Nick Olij            | 2019/20 (1), 2020/21 (1), 2021/22 (2) | NAC Breda (3)                       |
| 2.      | 2x     | Sonny Stevens        | 2019/20 (2), 2020/21 (3)              | SC Cambuur (2)                      |
| 2.      | 2x     | Stijn van Gassel     | 2020/21 (4), 2021/22 (1)              | Helmond Sport (1), Excelsior (1)    |
| 2.      | 2x     | Michael Brouwer      | 2021/22 (3), 2022/23 (1)              | FC Emmen (1), Heracles Almelo (1)   |
| 2.      | 2x     | Hidde Jurjus         | 2019/20 (3), 2023/24 (3)              | De Graafschap (1), FC Groningen (1) |
| 2.      | 2x     | Wouter van der Steen | 2018/19 (2), 2024/25 (1)              | FC Den Bosch (1), Excelsior (1)     |

| Positie | Aantal | Naam         | Jaar (periode)           | Club (aantal)                       |
| ------- | ------ | ------------ | ------------------------ | ----------------------------------- |
| 1.      | 2x     | Henk de Jong | 2019/20 (3), 2020/21 (2) | SC Cambuur (2)                      |
| 1.      | 2x     | Wil Boessen  | 2018/19 (2), 2020/21 (4) | FC Den Bosch (1), Helmond Sport (1) |
| 1.      | 2x     | Rob Penders  | 2021/22 (3), 2022/23 (1) | FC Eindhoven (2)                    |
| 1.      | 2x     | Dick Lukkien | 2021/22 (4), 2023/24 (3) | FC Emmen (1), FC Groningen (1)      |

## Winnaars meerdere onderdelen
| Nr. | Speler              | Topscorer | Beste Speler | Grootste Talent | Beste Keeper | Beste Trainer | Totaal |
| --- | ------------------- | --------- | ------------ | --------------- | ------------ | ------------- | ------ |
| 1.  | Robert Mühren       | 5         | 4            |                 |              |               | 9      |
| 2.  | Lars Veldwijk       | 2         | 1            |                 |              |               | 3      |
| 2.  | Thijs Dallinga      | 2         | 1            |                 |              |               | 3      |
| 2.  | Ferdy Druijf        | 2         |              | 1               |              |               | 3      |
| 2.  | Nick Olij           |           |              |                 | 3            |               | 3      |
| 3.  | Emil Hansson        | 1         | 1            |                 |              |               | 2      |
| 3.  | Benjamin Bouchouari |           |              | 2               |              |               | 2      |
| 3.  | Sonny Stevens       |           |              |                 | 2            |               | 2      |
| 3.  | Michael Brouwer     |           |              |                 | 2            |               | 2      |
| 3.  | Henk de Jong        |           |              |                 |              | 2             | 2      |
| 3.  | Ole Tobiasen        |           |              |                 |              | 2             | 2      |
| 3.  | Wil Boessen         |           |              |                 |              | 2             | 2      |
| 3.  | Rob Penders         |           |              |                 |              | 2             | 2      |
|     | Thomas Verheydt     | 1         | 1            |                 |              |               | 2      |